# El Culto Casero
El Culto Casero es una banda de indie rock y rock alternativo de Asunción, Paraguay fundada en el año 2015. Su discografía incluye dos LPs, Domar Serpientes (2021) y Mi Verano Oscuro (2024), además de un EP titulado El Radio de la Luz (2018).

## Historia
El Culto Casero se formó en Asunción, Paraguay, a mediados de la década de 2010, bajo el liderazgo creativo de Franco Ocampo.

### Primeros años yEl Radio de la Luz(2018)
En 2017, la banda lanzó su primer single, Paracaídas, y un año más tarde, en el año 2018 lanzó su primer EP, El Radio de la Luz, que marcó su entrada al mundo de la música profesional. El EP fue bien recibido tanto por la crítica local como por el público.

### Domar Serpientes(2021)
En agosto de 2021 vio el lanzamiento de Domar Serpientes, el primer LP oficial de la banda. Este álbum consolidó el sonido característico de El Culto Casero, con una mezcla de melodías melancólicas y texturas sonoras densas. “Domar serpientes” fue grabado y mezclado por Mauricio Román en Estudio Ciudad Nueva, en Asunción, entre junio y diciembre de 2020; cuenta con la coproducción de Franco Ocampo, integrante de la banda. Masterizado por Daniel Ovie. Como entrenador vocal aparece el músico, compositor y productor Mike Cardozo, miembro de La Secreta.

### Mi Verano Oscuro(2024)
En noviembre de 2024, El Culto Casero lanzó su segundo álbum de estudio, Mi Verano Oscuro. Este LP de 10 canciones inéditas cuenta con colaboraciones de artistas como Isla de Caras (Argentina) en la canción Solo, Juan Lopez (Argentina) en la canción Verano Oscuro y Dromedarios Mágicos (México) en la canción Auto. Mi Verano Oscuro evoca el espíritu del rock alternativo de los años 90, pero con un toque de madurez y mayor complejidad sonora.

## Reconocimientos y Logros
El Culto Casero ha logrado varios hitos en su carrera. Algunos de sus logros incluyen:
- Lollapalooza Argentina (2024): La banda se convirtió en la segunda banda paraguaya en tocar en este festival.[7]
- Gira en España (2023): Se presentó en el Festival Sonorama Ribera en Burgos, además de realizar shows en Madrid y Barcelona.[8]
- Gira en Argentina (2022): La banda tocó en Niceto Club de Buenos Aires junto a Isla de Caras[9] y en la ciudad de La Plata.
- Festival Asuncionico (2024): Uno de los festivales más importantes de Paraguay, donde la banda se presentó en su edición de 2024.[10]
- Kilkfest (2023),[11] Reciclarte (2023)[12] y Cosquín Rock Paraguay (2019):[13] Participaciones destacadas en los principales festivales de música de Paraguay.
- Propya Awards (2024): Ganadores del Propya Awards en la categoría de Mejor Canción Alternativa otorgado por la SGP (Sociedad de Gestión de Productores del Paraguay, representante de IFPI).[14]

## Miembros
- Franco Ocampo – Voz principal, guitarra y composición
- Alan Contrera – Batería y coros
- Alejandro Iriarte – Bajo y teclados
- Oscar Gomez – Guitarra
- Emerson Balbuena – Teclados

## Estilo musical
El estilo de El Culto Casero está marcado por su enfoque en el rock alternativo y el indie rock, con claras influencias del indie rock de la década del 2010 y el rock alternativo de los años 90. Sus canciones a menudo exploran temas de introspección, emociones complejas y la lucha interna, con una gran carga de simbolismo en sus letras. El uso de atmósferas densas y una producción envolvente son características recurrentes en su música.

## Discografía

### LPs
- Domar Serpientes (2021)
- Mi Verano Oscuro (2024)

### EPs
- El Radio de la Luz (2018)

### Singles
- Paracaídas (2017)
- Humedad (2020)
- Gotero (2022)